# 文化偏至论
《文化偏至论》是鲁迅1908年8月在《河南》杂志上发表的文章，《文化偏至论》和《摩罗诗力说》在鲁迅早年六篇文章中最受学者重视，这篇文章提出了“立人”、“人国”等概念，“取今复古，别立新宗”、“掊物质而张灵明，任个人而排众数”等命题。

## 内容
针对盲目西化和闭关自守两种心态，鲁迅提出了文化选择的原则：“明哲之士，必洞达世界之大势，权衡校量，去其偏颇，得其神明，施之国中，翕合无间。外之既不后于世界之思潮，内之仍弗失固有之血脉，取今复古，别立新宗，人生意义，致之深邃，则国人之自觉至，个性张，沙聚之邦，由是转为人国。”
鲁迅认为西方物质文明的发展导致“诸凡事物，无不质化，灵明日以亏蚀，旨趣流于平庸，人惟客观之物质世界是趋，而主观之内面精神，乃舍置不之一省。”为此，鲁迅肯定了施蒂纳、叔本华、尼采、易仆生，他称为“新神思宗徒”。